# Dario dario
Dario dario is een straalvinnige vissensoort uit de familie van de dwergbaarzen (Badidae). De wetenschappelijke naam van de soort is voor het eerst geldig gepubliceerd in 1822 door Hamilton.